# Sofia von Schweden

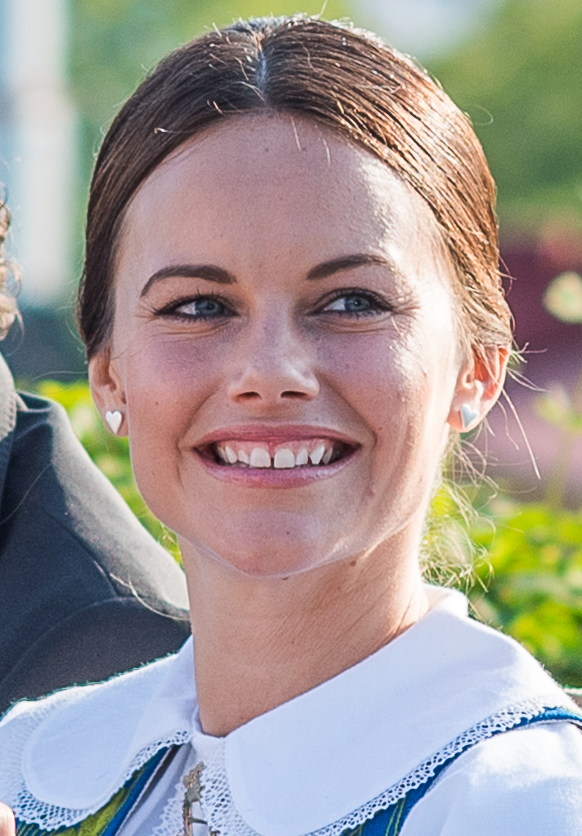
Sofia von Schweden, 2015

Sofia Kristina Bernadotte, Prinzessin von Schweden, Herzogin von Värmland (* 6. Dezember 1984 in Danderyd, Schweden, als Sofia Kristina Hellqvist) ist seit dem 13. Juni 2015 die Frau von Prinz Carl Philip, Herzog von Värmland. In jüngeren Jahren war Sofia u. a. als Glamour-Model und Reality-TV-Teilnehmerin bekannt.

## Frühes Leben und Karriere
Sofia Hellqvist wurde in Danderyd als Tochter eines dänischen Vaters und einer schwedischen Mutter geboren und zog im Alter von sechs Jahren nach Älvdalen. Sie hat zwei Schwestern. 
Sie studierte am Institut für Englisch und Business in New York Rechnungswesen mit EDV-Anwendung, spezialisiert auf Business Development. Sofia besuchte verschiedene Kurse wie globale Ethik, Kinder- und Jugendwissenschaft, Kinder-Kommunikation und über die UN-Konvention über die Rechte der Kinder in Theorie und Praxis an der Universität Stockholm. 
Nach ihrem Studium zog sie nach Stockholm, wo sie als Teilzeitkellnerin und Glamour-Model arbeitete. Im Alter von zwanzig Jahren hatte sie ein Fotoshooting für das Männermagazin Slitz.

## Familienstand

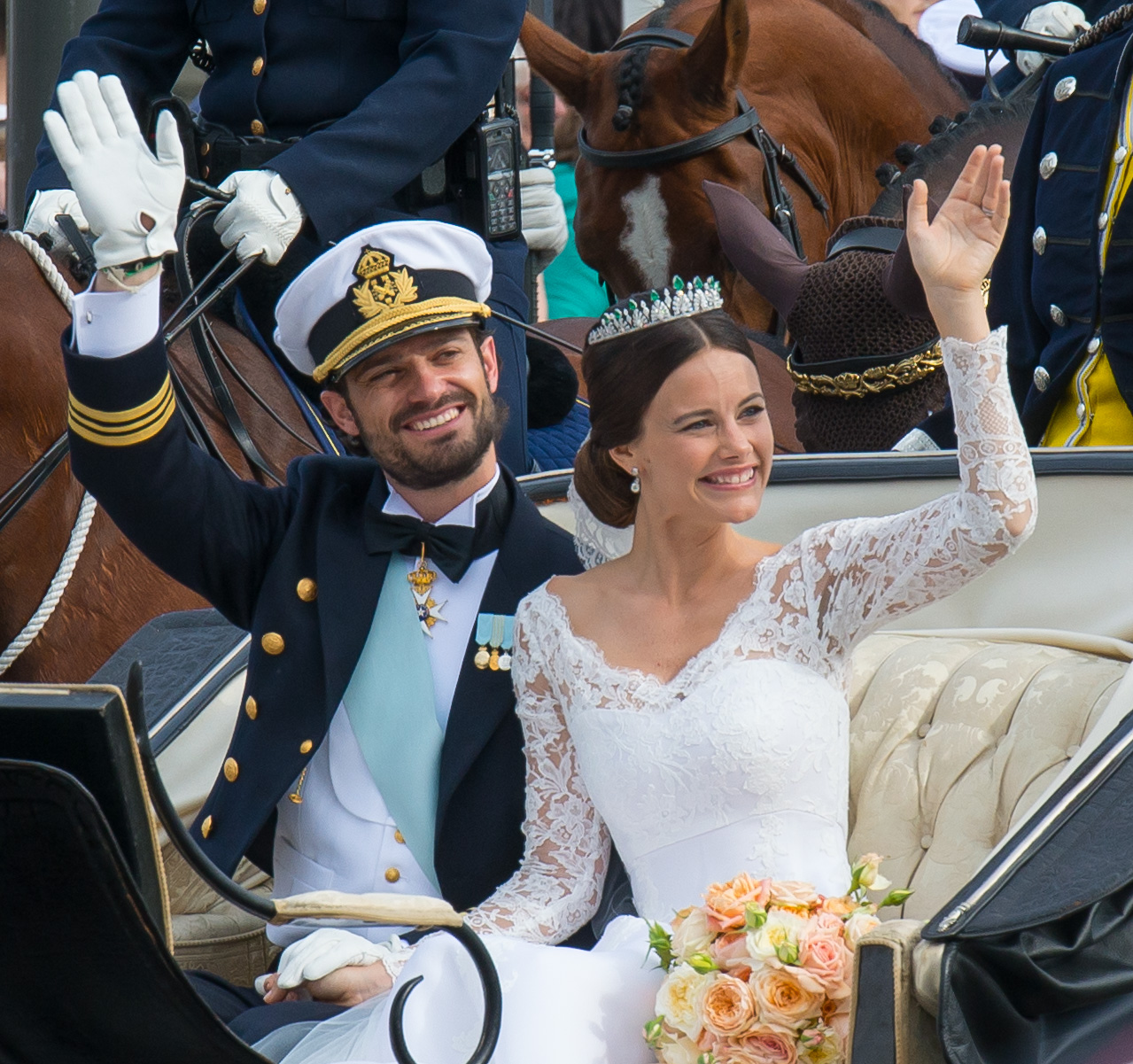
Sofia und Carl Philip von Schweden nach ihrer Hochzeit (13. Juni 2015)

Im Jahr 2010 bestätigte der schwedische Hof, dass Prinz Carl Philip und Sofia Hellqvist ein Paar seien. Seit Juni 2011 bewohnen sie gemeinsam eine Villa auf Djurgården. Am 27. Juni 2014 gab das schwedische Königshaus die Verlobung von Prinz Carl Philip und Sofia Hellqvist bekannt. Die Hochzeit fand am 13. Juni 2015 in der Schlosskirche zu Stockholm statt.
Am 19. April 2016 brachte Prinzessin Sofia in Danderyd ihren ersten Sohn, Prinz Alexander Erik Hubertus Bertil, Herzog von Södermanland, zur Welt. Am 31. August 2017 kam der zweite Sohn, Prinz Gabriel Carl Walther, Herzog von Dalarna zur Welt. Am 26. März 2021 wurde der dritte Sohn, Prinz Julian Herbert Folke, Herzog von Halland, geboren. Am 7. Februar 2025 brachte sie das vierte Kind und die erste Tochter zur Welt, Prinzessin Ines Marie Lilian Silvia, Herzogin von Västerbotten.

## Titel und Prädikat
- Sofia Kristina Hellqvist (6. Dezember 1984 – 13. Juni 2015)
- Ihre königliche Hoheit Prinzessin Sofia von Schweden, Herzogin von Värmland (seit der Hochzeit am 13. Juni 2015)